# Physophyllia ayleni
Physophyllia ayleni är en korallart som först beskrevs av Wells 1934.  Physophyllia ayleni ingår i släktet Physophyllia och familjen Pectiniidae. Inga underarter finns listade i Catalogue of Life.